# فمینیسم در آمریکای لاتین

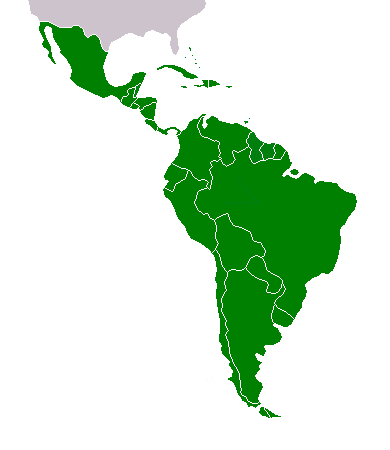
فمینیسم در آمریکای لاتین شامل مناطق آمریکای مرکزی، آمریکای جنوبی و کارائیب است

فمینیسم در آمریکای لاتین مجموعه‌ای از جنبش‌ها است که هدف آن‌ها تعریف، ایجاد و دستیابی به حقوق برابر سیاسی، اقتصادی، فرهنگی، شخصی و اجتماعی برای زنان آمریکای لاتین می‌باشد. این شامل تلاش برای ایجاد فرصت‌های برابر برای زنان در آموزش و اشتغال می‌شود. افرادی که با حمایت از حقوق و برابری زنان عمل می‌کنند یا حمایت می‌کنند، فمینیست نامیده می‌شوند.
فمینیسم در آمریکای لاتین در زمینه قرن‌ها استعمار، انتقال و زیر سلطه بردن بردگان از آفریقا و سوءرفتار با مردم بومی شکل گرفته است.
ریشه‌های فمینیسم مدرن در آمریکای لاتین را می‌توان به جنبش‌های اجتماعی دهه‌های ۱۹۶۰ و ۱۹۷۰ بازگرداند، که شامل جنبش آزادی زنان می‌شود، اما ایده‌های فمینیستی پیش از ثبت تاریخی گسترش یافته‌اند.
در حالی که جنبش‌های فمینیستی در این منطقه اغلب به دهه‌های ۱۹۶۰ و ۱۹۷۰ مرتبط هستند، زمانی که سازمان‌های آزادی زنان شروع به کسب برجستگی کردند، شجره تاریخی فمینیسم در آمریکای لاتین نشان می‌دهد که مفاهیم فمینیستی بسیار قدیمی‌تر و عمیقاً در گذشته استعماری منطقه ریشه دارند. با وجود مناطق مختلف در آمریکای لاتین و کارائیب، تعریف فمینیسم در گروه‌های مختلف که شامل مشارکت فرهنگی، سیاسی و اجتماعی بوده است، متفاوت است.
بیان تنوع و تغییر از دیدگاه کسانی که به‌طور تاریخی به حاشیه رانده شده‌اند، به ویژه از طریق تجربیات استعمار و پدرسالاری، همواره تمرکز فلسفه فمینیستی در آمریکای لاتین بوده است.
ظهور جنبش فمینیسم در آمریکای لاتین به پنج عامل کلیدی نسبت داده می‌شود. گفته می‌شود که آغاز انقلاب فمینیسم در آمریکای لاتین در دهه ۱۸۰۰ با دو زن، مانوئلا سائنز در اکوادور و خوانا مانوئلا گوریتی در آرژانتین، شکل گرفته است.
پیش از این جنبش‌ها، زنان پس از دوران استعمار تقریباً هیچ حقی نداشتند. با این حال، زنانی که به خانواده‌های ثروتمند اروپایی تعلق داشتند، فرصت‌های بیشتری در آموزش داشتند. سپس در دهه ۱۹۲۰، فمینیسم دوباره احیا شد و به سوی تغییرات سیاسی و آموزشی برای حقوق زنان پیش رفت.
در دهه‌های ۱۹۳۰ تا ۱۹۵۰، گروهی از زنان پورتوریکو جنبشی را بنیان نهادند که اکنون به عنوان جنبش کنونی برای زنان آمریکای لاتین شناخته می‌شود. برخی از این جنبش‌ها شامل ایجاد صنعت سوزن مانند کار در کارخانه‌های خیاطی بود.
سپس در دهه ۱۹۶۰، این جنبش به دفاع از حقوق بدنی و اقتصادی زنان تغییر یافت. دهه ۱۹۷۰ سقوطی در این جنبش را به دلیل لیبرالیسم لسه فر و سرمایه‌داری بازار آزاد به همراه داشت.
پس از سقوط نئولیبرالیسم، دهه ۱۹۸۰ موجب احیای دوباره جنبش فمینیستی به سوی حقوق سیاسی شد. دهه ۱۹۸۰ همچنین آغازگر توجه به موضوع خشونت خانگی بود. دهه ۱۹۹۰ گام‌هایی به سمت برابری قانونی برای زنان برداشت. در جامعه امروزی، فمینیسم در آمریکای لاتین به زیرشاخه‌های مختلفی بر اساس قومیت یا آگاهی موضوعی تقسیم شده است.

## نظریه فمینیسم در آمریکای لاتین و لاتین‌تبار
از آنجا که نظریه فمینیسم اغلب بر آثار ادبی غربی به جای تجربیات شخصی متکی است، نظریه فمینیسم آمریکای لاتین یک ساختار نسبتاً جدید است که به زنان لاتینا در زمینه‌های اروپامحور مشروعیت می‌بخشد.
نظریه‌پردازان فمینیسم آمریکای لاتین نه تنها منابع خود را از کشورهای غربی دریافت می‌کنند، بلکه از تاریخ آمریکای لاتین، روایت‌های شخصی، و تحقیقات در حوزه علوم اجتماعی نیز بهره می‌برند.
بحثی به نام «امتیاز معرفتی» وجود دارد (امتیاز معرفتی به معنای برتری دانشی است که فرد با داشتن تجربه شخصی از یک موضوع خاص به دست می‌آورد. برای مثال، یک زن بهتر از یک مرد مسائل و مشکلات مربوط به خود را می‌داند) که نشان می‌دهد بسیاری از فیلسوفان فمینیست لاتین‌تبار از امتیازات فرهنگی و اقتصادی برخوردارند که آن‌ها را از شرایط زندگی اکثر زنان آمریکای لاتین دور می‌سازد.
فیلسوف فمینیست اوفلیا شوت استدلال کرده است که «فلسفه فمینیستی به جای آنکه در قلمرو فلسفه در آمریکای لاتین قرار گیرد، نیازمند جایگاهی در چارچوب نظریه فمینیسم در آمریکای لاتین است.»
به دلیل وسعت جغرافیایی آمریکای لاتین، تنوع نظریه فمینیسم در این منطقه تشخیص و دسته‌بندی آن را دشوار می‌سازد. با این حال، چند نظریه‌پرداز برجسته فمینیسم لاتین شامل مارسل ریو توبار، اوفلیا شوت و گلوریا انزالدوا هستند. فیلسوف فمینیست لاتین‌تبار، ماریا لوگونس به مسائل نژادپرستی اتنوسنتریک، دو زبانه بودن، چندفرهنگی و «ثبت‌های متقاطع آدرس‌دهی» پرداخته است. بسیاری از فمینیست‌های لاتین مفاهیمی را که لوگونس معرفی کرده است، از جمله «نقش زبان، بدن‌ها، اشیا و مکان‌ها» به کار می‌گیرند.
گراسیلا هیرو، که در سال ۱۹۲۸ در مکزیک متولد شد، به «اخلاق فمینیستی و نقش‌های فمینیسم در فضاهای عمومی و دانشگاهی» پرداخته است.